# Crambus daeckellus
Crambus daeckellus là một loài bướm đêm trong họ Crambidae.